# 더 콜러 (2011년 영화)
더 콜러(The Caller)는 2011년 개봉한 푸에르토리코의 스릴러 영화이다.

## 캐스팅
- 레이첼 르페브르 - Mary Kee
- 스티븐 모이어 - John Guidi
- 글레디스 로드리게스 - Mrs. Guidi
- 로나 라버 - Rose
- 루이스 거즈먼 - George
- 에드 퀸 - Steven